# آی‌اواس ۱۰
آی‌اواس ۱۰ (به انگلیسی: iOS 10) دهمین نسخهٔ اصلی از سیستم عامل آی‌اواس است که توسط شرکت اپل توسعه یافته‌ است. این نسخه در واقع جانشین نسخه آی او اس ۹ است. از این نسخه در کنفرانس جهانی توسعه‌دهندگان اپل در ۱۳ ژوئن ۲۰۱۶ رونمایی و در ۱۳ سپتامبر ۲۰۱۶ منتشر شد. آی‌اواس ۱۰ تجربه کاربر در استفاده از لمس سه‌بعدی، صفحه نمایش و پشتیبانی (widget) را بهبود میابد. همچنین ویژگی‌هایی به برنامه‌های موجود به مانند پیام‌رسان اپل، نقشه‌های دوباره طراحی شده و توسعه یافته اپل مپس، سیری نیز افزوده شده‌است.

## تاریخچه
آی‌اواس ۱۰ در کنفرانس جهانی توسعه‌دهندگان اپل در ۱۳ ژوئن ۲۰۱۶ رونمایی و در ۱۳ سپتامبر ۲۰۱۶ در دسترس قرار خواهد گرفت.  اپل اولین نسخه عمومی بتا در تاریخ ۷ ژوئیه، ۲۰۱۶ منتشر کرد.

## امکانات نسخه 10.3.2
از نظر زمانی، iOS 10.3.2 حدود یکماه پس از نسخه قبلی اش یعنی iOS 10.3.1 منتشر شده و بیشتر شامل بهبودی‌هایی جزئی در زمینه رفع باگ و ارتقای امنیت iOS 10.3 که قابلیت‌های زیادی از جمله Find My AirPods، ویجت اپلیکیشن Podcasts، انیمیشن‌های جدید اپلیکیشن ها، منوی تنظیمات اپل آیدی، پیش‌بینی آب و هوا در اپلیکیشن Maps و محاسبه فضای ذخیره‌سازی iCloud را در خود جای داده می‌شود.

## امکانات نسخه 10.3.1
عرضه این به روزرسانی کوچک توسط اپل به نوعی یک سورپرایز برای کاربران آیفون و آیپد محسوب می شد؛ به خصوص که قبل از آن هیچ نسخه بتایی از 10.3.1 توسط اپل منتشر نشده بود. هم چنین اپل توضیح خاصی در خصوص تغییرات اعمال شده در این نسخه نرم‌افزاری ارائه نداده است. اما پس از کار کردن با این نسخه می‌توان آنچه در به روزرسانی جدید سیستم عامل iOS نهفته شده را کشف کرد

## امکانات نسخه 10.3.0
- ویژگی Find My Airpods که برای یافتن Airpods گمشده کاربرد دارد. با فعال کردن این ویژگی، در صورت فراخوان کردن Airpods ها، از هر دوی آن‌ها صدای بوق شنیده خواهد شد. همچنین آخرین مکان قرارگیری هدفون‌ها نیز روی نقشه قابل رویت خواهد بود.
- هوشمندتر شدن Siri در زمینه کنترل موجودی بانکی و پرداخت با Siri
- امکان کنترل میزان سوخت خودرو و امنیت منازل و فعال کردن لوازم خانگی هوشمند
- نمایش نتایج مسابقات کریکت و دیگر ورزشهای مطرح و محبوب
- بهبود یافتن بخش CarPlay و افزوده شدن ویژگی‌ها و پایداری بیشتر نسبت به نسخه پیشین
- امکان جستجوی خودروی پارک شده روی نقشه
- بهبود یافتن اپلیکیشن پیش‌فرض Home و امکان مدیریت میزان باتری لوازم خانگی هوشمند
- امکان استفاده از VoiceOver در Safari و Mail
- پشتیبانی Podcasts از 3D Touch برای نمایش آخرین به روزرسانی ها
- نمایش اطلاعات اپل آیدی در ابتدای بخش تنظیمات دستگاه Settings
- امکان اجاره یک فیلم از آیتونز و تماشای آن با تمام دستگاه های اپلی
- پشتیبانی Weather از 3D Touch برای نمایش دمای هوای محلی و آخرین تغییرات جوی

## امکانات نسخه 10.2.1
در این نسخه، اپل سعی کرده‌است ایرادات قبلی که پیش از این در آیفون‌های این شرکت رخ داده بود را رفع کند که مهمترین آن، باگ فریز و کرش کردن آیفون‌ها با ارسال سه اموجی مشخص به دستگاه کاربر است.

## امکانات نسخه 10.2
از جمله این تغییرات می‌توانیم به اضافه شدن اپلیکیشن TV و حذف اپلیکیشن Videos اشاره کرد. همچنین به این نسخه ایموجی‌های جدیدی اضافه شده و رابط کاربری برنامه موزیک هم اندکی تغییر کرده‌است.

## امکانات نسخه 10.1.1
ایرادهای جزئی شامل عدم رؤیت داده‌های مربوط به بخش سلامتی این سیستم‌عامل که توسط برخی از افراد دیده نمی‌شده، را رفع کرده‌است.» اگر شما هم از استفاده‌کنندگان ویژگی Health بودید پس این آپدیت بسیار ضروری است.

## امکانات نسخه 10.1
بخش Camera & Photos
۱- معرفی و اضافه شدن قابلیت Portrait در دوربین آیفون ۷ پلاس که سوژه تصویر را نگه می دارد و به عمق، افکت بلور می‌دهد.
۲- اسامی افراد در بخش تصاویر، در پشتیبان گیری آیتیونز ذخیره می‌شوند.
۳- گستردگی نمایش رنگ در حالت شبکه‌ای (Grid) در اپلیکیشن Photoes.
۴- برای برخی از کاربران زمانی که اپلیکیشن دوربین باز می‌شود، صفحه نمایش به حالت بلوری یا چشمک زن در می‌آید که این مشکل رفع شده‌است.
۵- برای برخی از کاربران زمانی که گزینه iCloud Photo Library روشن می‌شود از اپلیکیشن Photoes خارج می‌شود، که این مشکل نیز رفع شده‌است.
بخش Maps
۱- پشتیبانی از مسیر حمل و نقل با قطار، مترو، کشتی و تمام خطوط اتوبوس‌های ملی ژاپن همانند سیستم‌های داخلی اتوبوس رانی توکیو، اوزاکا و ناگویا.
۲- پشتیبانی از ناوبری حمل و نقل شامل تمام ساختارهای زیر زمینی و گردشگاه‌هایی که متصل به ایستگاه‌های حمل و نقل بزرگ هستند.
۳- اعلام مسیرهای جایگزین در نقشه با یکدیگر.
بخش Messages
۱- اضافه شدن گزینه حبابی جدید Replay و نمایش تمام صفحه پیام.
۲- افکت‌های بخش Messages با فعال بودن قابلیت Reduce Motion نیز می‌توانند انجام شوند.
۳- رفع باگ نمایش نادرست اسامی کانتکت در بخش Mesaages.
۴- رفع مشکل آدرس ها، که در بخش Messages به صورت یک صفحه سفید می تواستند باز شوند.
۵- رفع مشکل آدرس‌ها که می‌توانستند جلوگیری کنند از نمایش دادن ارسال‌کننده نا معلوم.
۶- رفع مشکل بدون صدا ارسال شدن ویدئوهای ضبط شده در اپلیکیشن Messages.
بخش Apple Watch
۱- اضافه شدن فاصله و مبانگین سرعت به بخش workout summaries در اپلیکیشن Activity برای استفاده از صندلی چرخدار هم به آرامی هم با سرعت زیاد.
۲- رفع مشکل عدم هماهنگی لیست موزیک‌ها با اپل واچ.
۳- رفع جلوگیری از نمایش داده‌ها در Activity Sharing.
۴- رفع جلوگیری از آپدیت Activity Sharing وقتی که به صورت دستی غیر فعال بوده‌است.
۵- برطرف‌سازی مجدد کرش در برخی از اپلیکیشن‌های شخص سوم که در آن متنی نوشته می شد.
دیگر بهبودی‌ها و رفع مشکلات
۱- بهبود اتصال بلوتوث با لوازم جانبی‌های شخص سوم (مانند اسپیکرهای بلوتوثی).
۲- بهبود عملکرد AirPlay Mirroring زمانی که که دستگاه از حالت Sleep روشن می‌شود.
۳- بهبود کارکرد playback برای محتوایی که از آیتیونز خریداری شده باشد زمانی که که گزینه Show iTunes Purchases خاموش باشد.
۴- رفع عدم هماهنگی اپلیکیشن‌های سلفی خاص و فیلترهای تصاویر که با FaceTime HD Camera در آیفون ۷ و ۷ پلاس قابلیت live preview را نشان نمی‌دهند.
۵- رفع مشکل مشکل تبدیل شدن individual strokes به کاراکترهای جداگانه در اپلیکیشن Health زمانی که از کیبورد چینی استفاده می‌شود.
۶- بهبود بخشیدن به اشتراک‌گذاری وب سایت‌ها از سافاری به Messages.
۷- رفع مشکل کوچک شدن نوشته‌ها در اپلیکیشن Mail.
۸- رفع مشکل تبدیل شده برخی از ایمیل‌ها با فرمت HTML به فرمت‌های نادرست.
۹- رفع مشکل ناپدید شدن نوار جستجو در اپلیکیشن Mail.
۱۰- رفع مشکل آپدیت Today View Widgets.
۱۱- رفع مشکل بارگذاری داده در بخش Weather widget.
۱۲- رفع مشکل ظاهر نشدن تنظیمات دکمه Home در بخش جستجو در آیفون ۷.
۱۳- رفع مشکل عدم نمایش پیغام مسدود کردن تماس ها.
۱۴- رفع مشکل جلوگیری از اجرای صدای خاموش شدن دستگاه.
۱۵- رفع مشکل عدم کارکرد موتور Taptic در هنگام اجرا شدن آهنگ از طریق بلوتوث برای برخی از کاربران.
۱۶- رفع مشکل عدم ریستور از طریق پشتیبان گیری آی کلود برای برخی از کاربران.

## دستگاه‌های پشتیبانی شده
| آیفون - آیفون ۵ - آیفون ۵سی - آیفون ۵اس - آیفون ۶ - آیفون ۶ پلاس - آیفون ۶اس - آیفون ۶اس پلاس - آیفون اس‌ای - آیفون ۷ - آیفون ۷ پلاس | آی‌پاد تاچ - آی‌پاد تاچ (نسل ششم) | آی‌پد - آی‌پد (نسل چهارم) - آی‌پد ایر - آی‌پد ایر ۲ - آی‌پد پرو (نسل اول) - آی‌پد پرو (نسل دوم) | آی‌پد مینی - آی‌پد مینی (نسل دوم) - آی‌پد مینی (نسل سوم) - آی‌پد مینی (نسل چهارم) |  |